# Guillaume Aleaume
Pour les articles homonymes, voir Aleaume.
Guillaume Aleaume (1586 - Paris, août 1634) est un évêque et un traducteur français.

## Biographie
Fils de Nicolas Aleaume, conseiller au parlement de Paris, et d'Antoinette du Vair, sœur de Guillaume du Vair, premier président au parlement de Provence, puis garde des Sceaux.
Il commence ses humanités et ses études de philosophie au collège de Calvi et à l'université de Paris et celles de droit à Orléans où il devient docteur in utroque jure vers 1613. Il est reçu en juillet de la même année Conseiller  au Parlement de Paris. Quelques mois plus tard son oncle président du parlement de Provence l'aide à obtenir le siège épiscopal de Riez. Il prend rapidement les ordres mineurs et le sous diaconat au cours du mois de septembre 1614 comme « évêque désigné de Riez  ». Il est nommé évêque de Riez le 18 mai 1615 et est consacré par Pierre de Gondi évêque de Paris. Il réside très peu dans son diocèse car il est transféré à Lisieux comme coadjuteur de Guillaume du Vair, évêque de Lisieux, dès 1618 pour assister son oncle, tout en conservant son évêché de Riez. Le 24 juillet 1622, Guillaume du Vair étant mort, il demande la succession de son oncle, qui lui est accordée, et il fait son entrée dans la ville en tant qu'évêque de Lisieux.

## Source
Dictionnaire de biographie française, Librairie Letouzey et Ané, 1933.